# Charlottenlund
Charlottenlund (Charlottenlund Slot, em dinamarquês) é um palácio localizado perto de Copenhague, na Dinamarca.
Construído entre 1731 e 1733, em estilo barroco, o projeto do palácio foi inspirado por outro palácio, chamado Gyldenlund. Ele foi nomeado a partir de Carlota Amélia, uma filha de Frederico IV da Dinamarca e irmã de Cristiano VI.
Nos anos de 1880, Charlottenlund foi aumentado e reconstruído em estilo renascentista francês, que caracteriza sua arquitetura hoje.
Em 1869, o príncipe herdeiro Frederico e sua esposa, a princesa Luísa da Suécia, mudaram-se para Charlottenlund. Seus filhos, Cristiano X da Dinamarca e Haakon VII da Noruega, nasceram neste palácio. A viúva rainha Luísa viveu nele até sua morte, em 1926. A família real dinamarquesa deixou o palácio definitivamente em 1935.